# EWR AG
Die EWR AG ist ein Energieversorgungsunternehmen in Rheinhessen, Teilen der Pfalz und dem Hessischen Ried mit Sitz in Worms. 

## Geschichte
1911 entstand das Unternehmen. Im Jahr 2002 fusionierten die damalige Elektrizitätswerk Rheinhessen Aktiengesellschaft (EWR AG) mit der Energie- und Dienstleistungssparte der Stadtwerke Worms GmbH. Zum 1. Dezember 2018 fusionierte die EWR AG rückwirkend zum 1. Juli 2018 mit der e-rp GmbH in Alzey. Der Unternehmensname ist weiterhin EWR AG. Seit der Fusion ist der Hauptsitz der EWR Netz GmbH in Alzey.
Um die Zeit der Gründung waren die Eigentümer die Stadt Worms und die Rheinische Schuckert-Gesellschaft, Mannheim (später Rheinelektra AG).

## Organisation
Die EWR AG ist ein mehrheitlich kommunales Unternehmen, an dem Thüga (24,99 Prozent) und Westenergie (25 Prozent) beteiligt sind. Kommunale Anteilseigener sind seit der Fusion mit der ehemaligen e-rp GmbH neben der Stadt Worms auch die Städte Alzey und Kirchheimbolanden sowie die Verbandsgemeinde Alzey-Land und Verbandsgemeinde Kirchheimbolanden und der Zweckverband Nieder-Olm. Das Versorgungsgebiet liegt in Rheinhessen, Teilen der Pfalz und dem Hessischen Ried.
Die Verantwortung für den Ausbau und den Betrieb der Strom-, Erdgas- und Wassernetze liegt bei der EWR Netz GmbH, einer 100-prozentigen Tochter der EWR AG. Der nachhaltige Betrieb der Netze und Investitionen in den Ausbau sind die Grundlage für die sichere, intelligente und innovative Versorgung der Region mit Strom, Gas, Wasser und Internet.